# Gualtiero Galmanini
Gualtiero Galmanini (Monza, Itália, 1909 - Lido de Veneza, Itália, 1978), foi um dos expoentes do desenho italiano do pós-guerra, tendo se formado arquiteto pela Universidade Politécnica de Milão. 

## Prêmios
- Premio Medaglia d’Oro all’Architettura della Triennale di Milano, 1947

## Designs e projetos

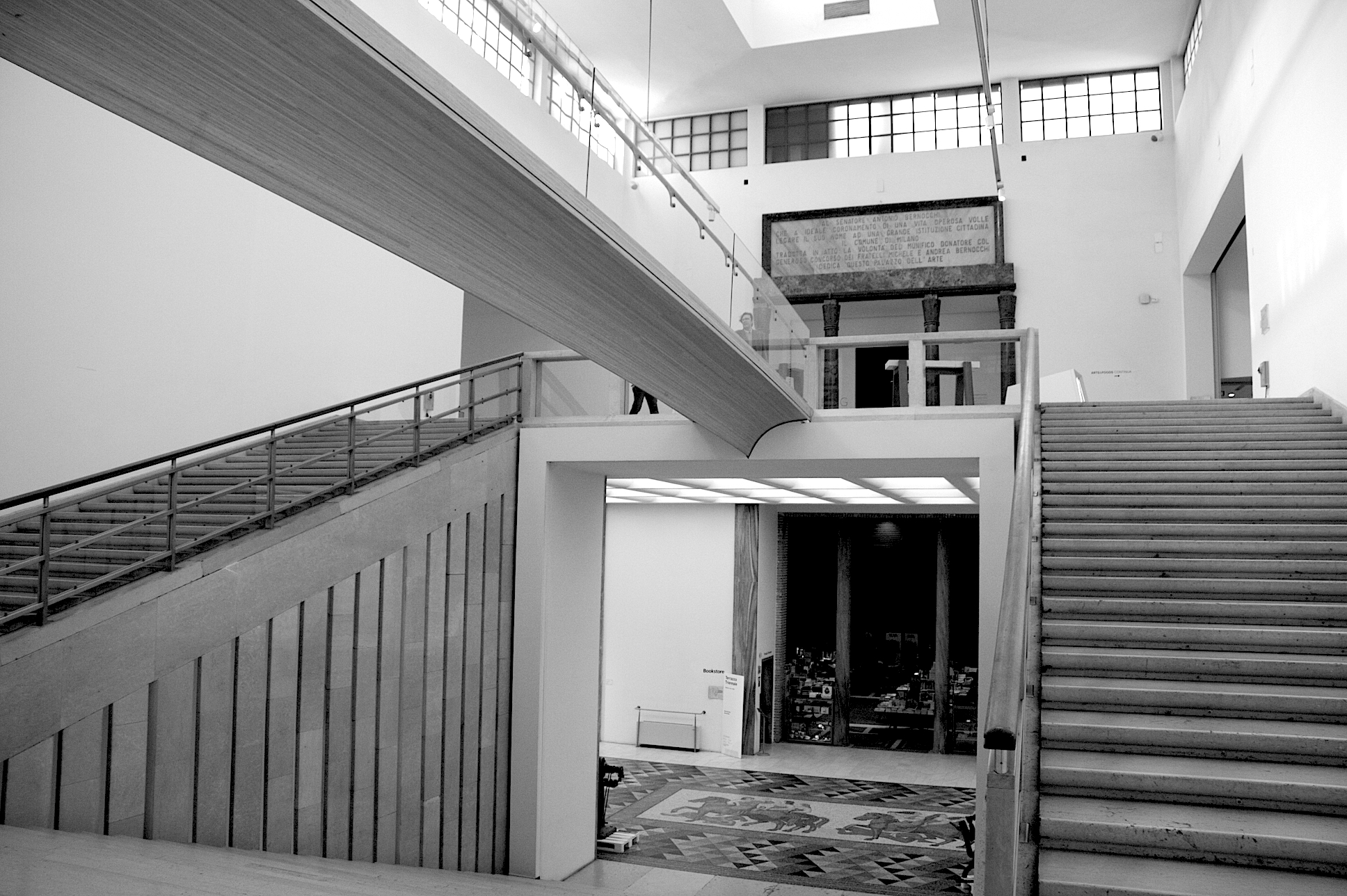
A escadaria do Museu Triennale de Design, em Milão, projetado por Galmanini em1947

Gualtiero Galmanini,
primeiras experiências em design industrial italiano, lustre de três chamas em madeira, latão e design de cordas, com três abajures em lanterna de vidro de opala, 1940 (d cm 60)

- 1927 Teatro dell'Arte of Triennale di Milano[1], with Giovanni Muzio.
- 1939 - 1941 Habitação, biblioteca e cantina para uma fábrica de algodão, com Bruno Sirtori, Sondrio[2]
- 1947 Escadaria do Museu da Trienal de Milão[3] with Luigi Pollastri[4]
- 1950 O Galmanino, cabides
- 1950 Estudo para a restauração O Vescogna (Fundo Italiano para o Meio Ambiente), Vescogna, Calco
- 1950 Estudo para a restauração Villa Calchi (Fundo Italiano para o Meio Ambiente)
- 1953 - 1956 Edifício Palazzo d'Este, localizado em Viale Beatrice d'Este, n. 23, Milan
- 1958 o antigo posto de gasolina na Piazzale Antonio Gramsci 17 - Mântua, Itália[5]
- 1960 - 1966 Ampliação do escritório do Banco Ambrosiano em Milão, Piazza Paolo Ferrari 10 com Piero Portaluppi 1960-1966[6]